# Australian Council of Trade Unions
Australian Council of Trade Unions (ACTU) är en australisk facklig centralorganisation. Den bildades år 1927 och hade år 2011 46 medlemsförbund som tillsammans representerade omkring 1,8 miljoner arbetstagare.
Högsta beslutande organ inom ACTU är kongressen som äger rum vartannat år. Den består av omkring 800 delegater från medlemsförbunden. Mellan kongresserna styrs ACTU av 60 personer: ordföranden, de två viceordförandena, sekreteraren, de assisterande sekreterarna, arbetarrådsrepresentanter från varje delstats huvudstad och valda delegater från medlemsförbunden.